# Hadsund
Hadsund foi um município da Dinamarca, localizado na região norte, no condado de Nordjutlândia. O município detinha uma área de 170,28 km² e uma população de 10 914 habitantes, segundo o censo de 2004.
A partir de 1 de Janeiro de 2007, com a entrada em vigor da reforma administrativa, o município foi suprimido juntamente com os municípios de Arden e Hobro para dar lugar ao recentemente constituído município de Mariagerfjord, na região de Jutlândia do Norte.

## Ligações externas

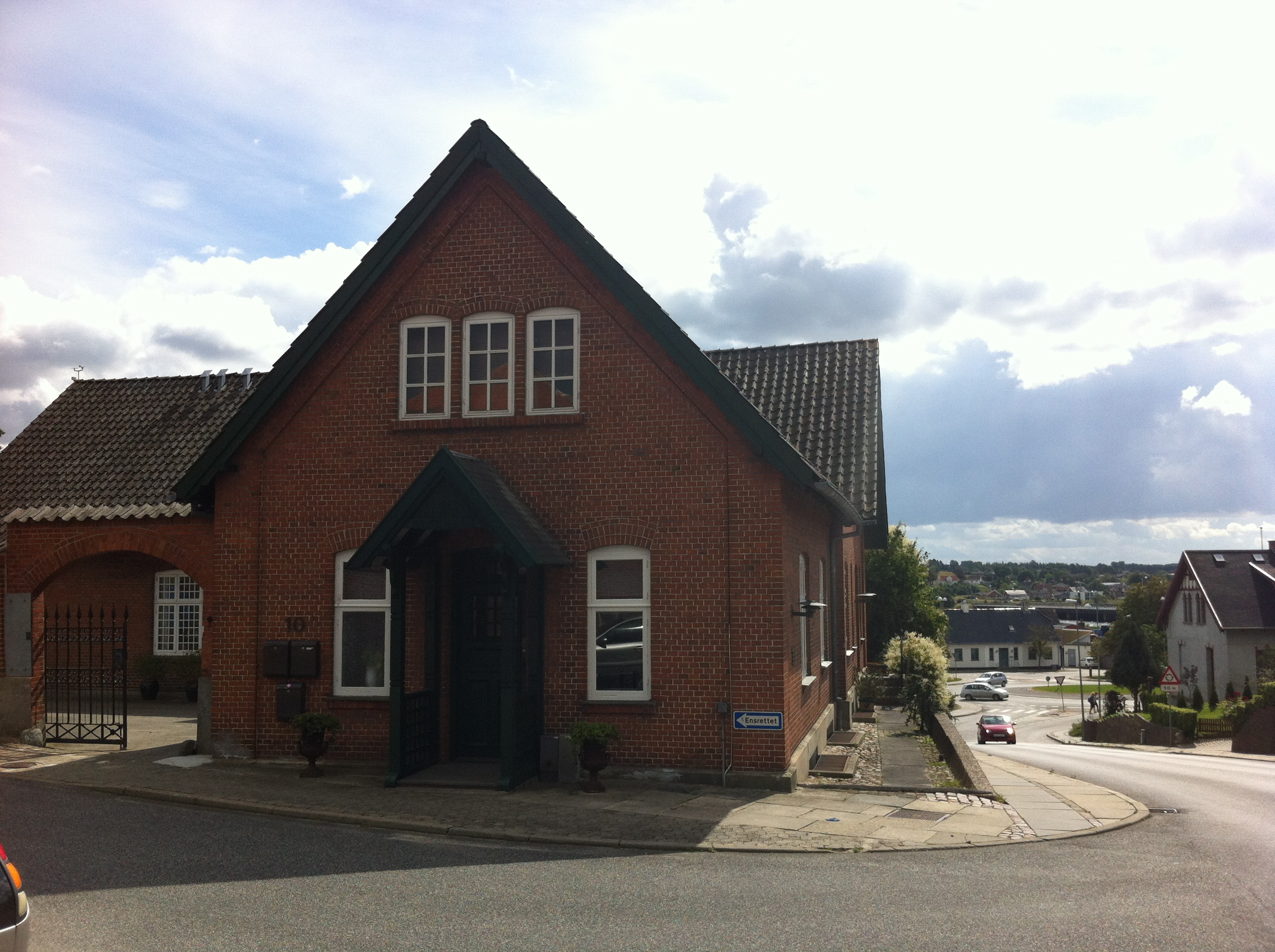
Casa natal de Hans Kirk

## Pessoas ligadas à Hadsund
- Hans Kirk, (1898-1962) escritor
- Ebbe Sand, (1972) futebolista
- Peter Sand, (1972) futebolista